# 鹿島地方事務組合
鹿島地方事務組合（かしまちほうじむくみあい）は、茨城県鹿嶋市、神栖市の2市が組織する一部事務組合。行財政改革の観点から平成21年4月1日、鹿島南部地区消防事務組合との統合が行われた。

## 概要

### 事務所
- 神栖市居切660番地3

### 主な事務内容
- 地方卸売市場の設置及び管理・運営に関する事務
- ごみ固形燃料化施設の設置及び管理・運営等に関する事務
- 鹿島共同再資源化センター株式会社への出資に関する事務
- 広域消防に関すること

### 組織
- 組合議会
  - 議員定数：10人（鹿嶋市：5人、神栖市：5人）
- 執行機関
  - 管理者：1人（関係市の長の互選）
  - 副管理者：1人（管理者が属する以外の市の長）
  - 会計管理者：1人（管理者の属する市の会計管理者）
  - 監査委員：3人

## 常備消防事務

### 概要
- 消防本部：神栖市溝口4991番地5
- 管内面積：252.96km2
- 職員定数：303人
- 消防署5カ所（鹿嶋:2、神栖:3、分署１カ所）
- 主力機械（2020年4月1日現在）
  - 普通消防ポンプ自動車：4
  - 水槽付消防ポンプ自動車：6
  - はしご付消防ポンプ自動車：1
  - 化学消防自動車：3
  - 大型高所放水車：1
  - 泡原液搬送車：1
  - 救急自動車：8
  - 救助工作車：3
  - 水難救助車：1
  - 指揮車：7
  - 資機材搬送車：1
  - 原因調査車：1
  - 給水車：1
  - 警防連絡車：1
  - 支援車：1
  - 消防艇：1

### 沿革
- 1969年4月1日　鹿島郡鹿島町・大野村・神栖村・波崎町の2町2村により鹿島南部地区消防事務組合を設置する。
- 1970年1月1日　神栖村が町制移行し神栖町となる。組合構成自治体が3町1村となる。
- 1995年9月1日　鹿島町と大野村が合併し鹿嶋市が発足する。組合構成自治体が1市2町となる。
- 2005年8月1日　神栖町が波崎町を編入したうえで市制移行し神栖市が発足する。組合構成自治体が2市となる。
- 2009年4月1日　鹿島地方事務組合と鹿島南部地区消防事務組合を統合する。

### 組織
- 本部 - 消防課、予防課、警防課、救急救助課
- 消防署

### 消防署
| 消防署       | 住所                    | 分署                                     |
| ------------ | ----------------------- | ---------------------------------------- |
| 神栖消防署   | 神栖市溝口4991番地5     | なし                                     |
| 大野消防署   | 鹿嶋市大字和707番地4    | なし                                     |
| 鹿嶋消防署   | 鹿嶋市大字宮中4623番地1 | なし                                     |
| 鹿島港消防署 | 神栖市東深芝13番地      | なし                                     |
| 波崎消防署   | 神栖市波崎6611番地      | 土合分署：神栖市土合本町二丁目9928番地12 |